# Боасјер сир Евр
Боасјер сир Евр (фр. Boissière-sur-Evre) насеље је и општина у западној Француској у региону Лоара, у департману Мен и Лоара која припада префектури Шоле.
По подацима из 2011. године у општини је живело 423 становника, а густина насељености је износила 70,27 становника/km². Општина се простире на површини од 6,02 km². Налази се на средњој надморској висини од 33 метара (максималној 102 m, а минималној 17 m).

## Демографија
| 1962. | 1968. | 1975. | 1982. | 1990. | 1999. | 2011. |
| ----- | ----- | ----- | ----- | ----- | ----- | ----- |
| 410   | 420   | 347   | 321   | 365   | 367   | 423   |

График промене броја становника у току последњих година